# Kajarhawa
Kajarhawa (nep. कजर्हवा) – gaun wikas samiti w zachodniej części Nepalu w strefie Lumbini w dystrykcie Kapilvastu. Według nepalskiego spisu powszechnego z 2001 roku liczył on 627 gospodarstw domowych i 4194 mieszkańców (2004 kobiet i 2190 mężczyzn).